# Canton de Sainte-Foy-lès-Lyon
Le canton de Sainte-Foy-lès-Lyon est une ancienne division administrative française, située dans le département du Rhône en région Rhône-Alpes.

## Histoire
Le canton est constitué par le décret n°85-75 du 22 janvier 1985 en détachant les communes qui le composent du canton d'Oullins. 
Le 1er janvier 2015, le canton disparaît avec la naissance de la métropole de Lyon.

## Composition
- La Mulatière
- Sainte-Foy-lès-Lyon

## Représentation
| Période | Période | Identité          | Étiquette    | Qualité |
| ------- | ------- | ----------------- | ------------ | --- |
| 1985    | 1994    | Xavier Hamelin    | RPR          | Universitaire Député (1981-1986) Sénateur (1986-1995) Maire d'Oullins (1977-1990) Ancien conseiller général du Canton d'Oullins (1982-1985) |
| 1994    | 2014    | Jean-Paul Delorme | RPR puis UMP | Gynécologue-obstétricien à Lyon Vice-président du Conseil général                                                                           |

## Évolution démographique
| 1990   | 1999   | 2006   | 2011   | 2012   |
| ------ | ------ | ------ | ------ | ------ |
| 28 746 | 27 926 | 28 788 | 28 141 | 28 360 |